# Basauri
Basauri är en kommun i provinsen Biscaya i den autonoma regionen Baskien i norra Spanien. Kommunen är en del av Bilbaos storstadsområde, belägen strax sydost om staden. Kommunen har 40 388 invånare (2024), på en yta av 7,01 km².